# Přítel mé přítelkyně
Přítel mé přítelkyně (v originále L'Ami de mon amie) je francouzský hraný film z roku 1987, který režíroval Éric Rohmer podle vlastního scénáře. Snímek měl světovou premiéru na filmovém festivalu v Benátkách.

## Děj
Blanche se přistěhuje do Cergy-Pontoise, kde se spřátelí s Léou. Ta ji seznámí se svým snoubencem Fabienem, sportovním nadšencem s vášní pro windsurfing. Blanche se zamiluje do pohledného Alexandra, snobského svůdníka. Když se vídají, Blanche si postupně uvědomí, že miluje Fabiena, ale bojí se, že by svou kamarádku zradila. Léa se ale nechá svést Alexandrem.

## Obsazení
| Emmanuelle Chaulet    | Blanche   |
| Sophie Renoir         | Léa       |
| Éric Viellard         | Fabien    |
| François-Éric Gendron | Alexandre |
| Anne-Laure Meury      | Adrienne  |

### Ocenění
- César: nominace za nejlepší scénář nebo adaptaci (Éric Rohmer) a nejslibnější herečku (Sophie Renoir)